# Joseph Duval-Jouve
Pour les articles homonymes, voir Duval et Jouve.
Joseph Duval-Jouve, né le 7 août 1810 à Boissy-Lamberville (Eure) et mort le 25 août 1883 à Montpellier, est un botaniste et agrostologue français. Il est le père de l'histologiste Mathias-Marie Duval (1844-1907).

## Biographie
Après des débuts au collège d'Arles en 1827, la nomination en 1829 à celui de Castellane permet au jeune Duval d'effectuer les recherches géologiques qui font l'objet en 1841 de la première publication du fonctionnaire qui, transféré à Grasse en 1832 et devenu en 1834 le gendre de Jouve, le principal de l'établissement, adjoint désormais ce patronyme au sien. Le licencié ès lettres enseigne la philosophie dont relève le "Traité de logique" de 1844 réédité en 1855. Après avoir succédé en 1846 à son beau-père à la tête du collège de Grasse, Duval-Jouve est nommé inspecteur d'académie à Alger en 1852. Muté à Strasbourg dans le cadre de l'important mouvement administratif de 1854 consécutif à la suppression des recteurs départementaux, il vient terminer sa carrière à Montpellier de 1868 à 1873. La retraite permet au serviteur zélé des régimes successifs de donner libre cours à un anticléricalisme jusque-là contenu. Conseiller municipal républicain en 1878 et réélu en 1881, il est surtout l'auteur de trois ouvrages sur la ville. Si "Les Noms de rues de Montpellier. Étude critique et historique" (1877) et l'"Histoire populaire de Montpellier" (1878) ne sont guère que des pamphlets, les deux volumes de "Montpellier pendant la Révolution" (1879-1881) sont fondés sur une information solide qui, au-delà des partis pris, propose pour les années 1789-1800, une chronologie minutieuse qui a justifié la réédition de 1974.
Le 4 avril 1865 il était devenu membre de la Société des sciences naturelles de Strasbourg.
Une partie de son herbier a été donnée à la faculté des sciences de Montpellier.
Il s'est spécialisé dans la recherche sur la famille des Poaceae et du genre Equisetum. Le genre de plante Jouvea est nommé en son honneur.

## Travaux
- 1841 : Bélemnites : des terrains crétacés inférieurs des environs de Castellane (Basses-Alpes). Ed. Masson. 80 pp.
- 1845 : Études sur le pétiole des fougères. Ed. V. Edler. 20 pp.
- 1855 : Traité de logique, ou Essai sur la théorie de la science. 2ª ed. de Ladrange. 408 pp. en línea. Rééditions BiblioBazaar en 2010 : 426 pp.  (ISBN 1142311392)
- 1864 : Histoire naturelle des Equisetum de France. Rééditions Kessinger Publishing en 2009, 330 pp. (ISBN 1120480744) en línea
- 1866 : L'herbier de Linné et les Graminées françaises d'après les travaux de Mm. Ph. Parlatore, C. Hartman et W. Munro. Ed. E. Martinet. 32 pp.
- 1870 : Étude anatomique de l'arète des graminées
- 1870 : Étude anatomique de quelques Graminées et en particulier des Agropyrum de l'Hérault. Ed. Baillière. 402 pp.
- 1871 : Des comparaisons histotaxiques et de leur importance dans l'étude critique des espèces végétales. Ed. J.B. Baillière. 526 pp.
- 1872 : De Quelques Juncus a Feuilles Cloissonnees : Et en Particulier des J. Lagenarius et Fontanesii Gay et Du J. Striatus Schsb (1872). 150 pp. Reeditó Kessinger Publishing en 2010, 44 pp. (ISBN 1160409455)
- 1873 : Diaphragmes vasculiferes des monocotylédones aquatiques. Ed. J.B. Bailliere. 176 pp.
- 1873 : Charles Périgot Petite géographie pour le département de l'Herault. Ed. CH. Delagrave. 143 pp.
- 1873 : Particularités des "Zostera marina" L. et "nana" Roth, par M. J. Duval-Jouve. Ed. J.-B. Baillière et fils. 15 pp.
- 1874 : Étude histotaxique des Cyperus de France. Ed. J.B. Bailière. 65 pp.
- 1877 : Notice Sur Les Titres Et Ouvrages Scientifiques. Rééditions Kessinger Publishing en 2010, 24 pp. (ISBN 1160208956)
- 1877 : Les noms des rues de Montpellier : étude critique et historique. Ed. Coulet. 359 pp.
- 1878 : Histoire populaire de Montpellier. Ed. Coulet. 465 pp.
- 1878 : Notes sur quelques plantes récoltées en 1877 dans le département de l'Hérault. 15 pp.
- 1879-1881 : Montpellier pendant la Révolution, Ed. Coulet. 2 volumes. 370 et 492 pp. Réimpression en un seul. Ed. Laffitte (1974).
- 1880 : Sur les Vulpia de France. Ed. Boehm et fils. 36 pp.
- 1886 : Mélanges botaniques : plantes nouvelles, critiques, monstrueuses, rares. Ed. F. Savy. 484 pp.

## Étude biographique et historiographique
- Roland Andréani, "Un historien montpelliérain militant au début de la 3e République: Duval-Jouve" dans "Hommage à Jean Combes (1903-1989). Études languedociennes offertes par ses anciens élèves, collègues et amis", Société archéologique de Montpellier, 1991, p. 277-282.